# Caren Metschuck
Caren Metschuck, obecnie Mahn (ur. 27 września 1963 w Greifswaldzie) – wschodnioniemiecka pływaczka. Czterokrotna medalistka olimpijska z Moskwy.
Specjalizowała się w stylu motylkowym i dowolnym. Igrzyska w 1980 były jej jedyną olimpiadą. W Moskwie triumfowała na dystansie 100 stylem motylkowym i w dwóch sztafetach: 4 × 100 m stylem dowolnym oraz 4 × 100 metrów stylem zmiennym. Ponadto była druga na dystansie 100 metrów kraulem. Pobiła 3 rekordy świata. Ze sztafetą w stylu dowolnym sięgnęła po złoto mistrzostw świata w 1982 i srebro w 1978. Zdobyła trzy złote medale mistrzostw Europy w 1981 (100 m kraulem oraz sztafety 4 × 100 m dowolnym oraz zmiennym).
Metschuck, jak wiele sportowców pochodzących z NRD, brała doping w ramach systemu stworzonego przez państwo.